# توشیکو آکیوشی
توشیکو آکیوشی (秋吉 敏子 or 穐吉 敏子, زاده ۱۲ دسامبر ۱۹۲۹) پیانیست، آهنگساز تنظیم کننده و رهبر گروه موسیقی جاز-آمریکایی است. وی چهارده جایزه گرمی در مراسم تقدیر آکادمی ملی علوم و هنرهای ضبط در ایالات متحده را دریافت کرده و اولین زنی است که برنده جوایز بهترین تنظیم کننده و آهنگساز در نظرسنجی سالانه خوانندگان مجله داون بیت شد. در سال ۱۹۸۴، او موضوع مستند جاز زبان بومی من است. در سال ۱۹۹۶ بود، او زندگینامه خود را با عنوان " زندگی با جاز" منتشر کرد و در سال ۲۰۰۷ از طرف بنیاد ملی هنری ایالات متحده به عنوان استاد جاز NEA انتخاب شد.

## زندگی‌نامه
آکیوشی در لیائویانگ منچوری منطقهٔ جغرافیایی در شمال‌خاوری آسیا، از پدر و مادر مهاجر ژاپنی متولد شد. او از چهار خواهر کوچک‌ترین فرزند بود. در سال ۱۹۴۵، پس از جنگ جهانی دوم، جنگ جهانی بین قوای محور و متفقین میان سال‌های ۱۹۳۹ تا ۱۹۴۵ میلادی، خانواده آکیوشی خانه خود را از دست دادند و به ژاپن بازگشتند و در بپو، اوئیتا اقامت گزیدند. یک رکورد دار محلی با نواختن رکوردی از تدی ویلسون، پیانیست و موسیقی‌دان آمریکایی با بازی " Sweet Lorraine " او را با موسیقی جاز آشنا کرد و شروع به مطالعه جاز کرد. در سال ۱۹۵۲، در حین گشت و گذار در ژاپن، اسکار پیترسون، پیانیست، آهنگساز، و خواننده کانادایی او را در حال اجرا در یک باشگاه در گینزا کشف کرد. پیترسون تحت تأثیر قرار گرفت و تهیه‌کننده ضبط نورمن گرانز را مجاب کرد که اثر وی را ضبط کند. در سال ۱۹۵۳، وی به راهنمایی گرانز، اولین آلبوم خود را با بخش ریتم پیترسون ضبط کرد: هرب الیس با گیتار، ری براون با کنترباس و جی‌سی هرد با درامز در این ضبط این آلبوم حضور داشتند. این آلبوم با عنوان Toshiko's Piano در آمریکا و Amazing Toshiko Akiyoshi در ژاپن منتشر شد.

## موسیقی

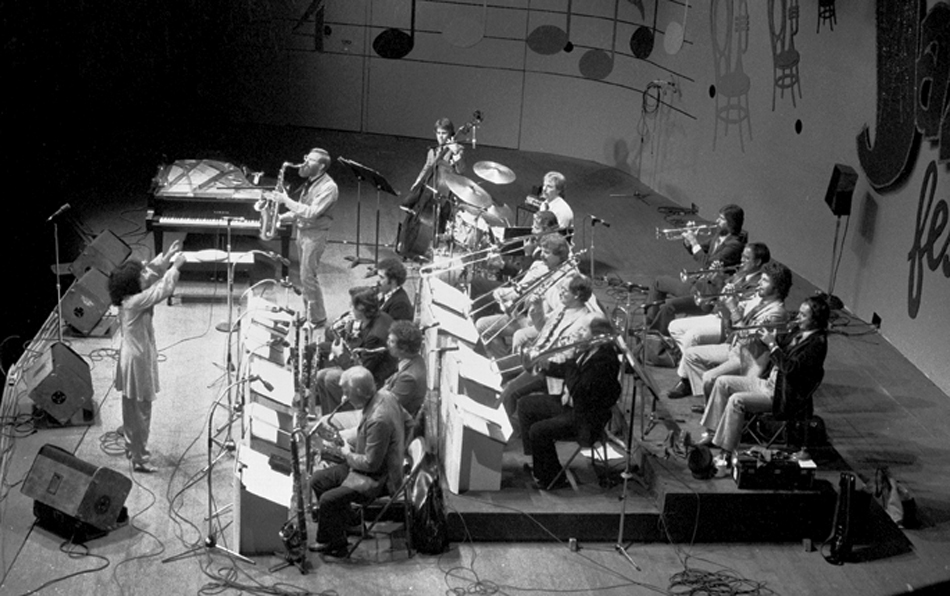
توشیکو آکیوشی در رهبری گروه موسیقی جاز-آمریکایی

موسیقی آکیوشی برای بافت و تأثیر ژاپنی اش متمایز است. وقتی دوک الینگتون در سال ۱۹۷۴ درگذشت، نات هنتوف، تاریخ‌نگار آمریکایی در ویلج ویس نوشت که موسیقی الینگتون میراث آفریقایی او را منعکس می‌کند. آکیوشی از ان الهام گرفت تا میراث موسیقی ژاپنی خود را محقق کند. او با استفاده از مضامین، هارمونی‌ها و سازهای ژاپنی آهنگ سازی (کوتسوزومی، کاکو، اوتای، تسوگارو شامیسن) کرده‌است. اما موسیقی او کاملاً در جاز کاشته شد و تأثیرات دوک الینگتون، چارلز مینگوس و بود پاول را منعکس کرد.
یکی از منتقدین آلبوم زنده Road Time گفت که موسیقی آلبوم‌های گروه بزرگ او "سطحی از ابتکار آهنگسازی و ارکسترال را نشان می‌دهد که او را به یکی از دو یا سه تنظیم کننده آهنگسازی در موسیقی جاز تبدیل می‌کند که نام او را می‌توان به‌طور جدی در شرکت دوک همراه الینگتون، ادی ساوتر و گیل ایوانز ذکر کرد.